# 광주 증심사 오백전
광주 증심사 오백전(光州 證心寺 五百殿)은 광주광역시 동구, 증심사에 있는 조선시대의 불교 건축물이다. 1989년 3월 20일 광주광역시의 유형문화재 제13호로 지정되었다.

## 개요
무등산 서쪽 기슭에 있는 증심사는 9세기 중엽에 철감선사가 지었다. 고려 선종 10년(1094)에 혜조국사가 수리하였으며, 조선 세종 25년(1443)에 김방이 다시 지었다. 그 뒤 임진왜란(1592) 때 불타 없어진 것을 광해군 1년(1609)에 짓고, 여러 차례의 수리를 거쳐 오늘에 이르고 있다.
오백전은 대웅전의 뒤편에 세워진 법당으로, 현재 무등산에 남아 있는 절 건물 중 가장 오래된 것이다. 오백나한과 10대 제자상을 모시고 있으며 이 고장 사람들의 평안을 기원하기 위해 지은 것이다.
앞면 3칸·옆면 3칸 규모이며, 지붕 옆면이 사람 인(人)자 모양인 맞배지붕집이다. 지붕 처마를 받치면서 장식을 겸하는 공포가 기둥 위에만 있는 주심포양식이다.
조선시대에 오백전이 지어진 절은 전남지방에서는 증심사가 유일한 것이어서 더욱 귀중하다.

## 현지 안내문

### 한글 설명
증심사오백전
證心寺五百殿
광주광역시 유형문화재 제13호

오백전은 오백나한과 십대제자를 모신 법당이다. 오백나한은 가장 높은 깨달음을 얻은 오백 명의 성자이며, 십대제자는 석가모니의 제자 가운데 가장 뛰어난 열 명의 제자를 말한다. 증심사는 9세기 중엽에 철감선사가 세운 후 고려시대에 수리하였으며, 조선 세종 25년인 1443년에 세 번째로 다시 지었는데 임진왜란 때 건물이 모두 불에 탔다. 조선 광해군 1년인 1609년에 석경, 수장, 도광선사가 증심사를 다시 지으면서 오백전을 함께 세웠다. 오백전은 앞면이 3칸, 옆면이 3칸이며, 옆에서 볼 때 ‘ㅅ’자 모양을 한 맞배지붕으로 되어 있다. 전통 건축에서는 처마의 무게를 받치기 위해 기둥머리에 포라고 하는 짜임새를 얹는데, 오백전은 지붕과 처마를 받친 기둥 위에만 간결하게 장식을 얹은 주심포 양식으로 지었다. 조선시대에 광주, 전남 지역에 세워진 절 가운데 오백전을 지은 곳은 증심사 뿐이다.

### 영문 설명
Obaekjeon Hall of Jeungsimsa Temple
Gwangju Tangible Cultural Heritage No. 13

Obaekjeon is a Buddhist worship hall which enshrines statues of Sakyamuni Buddha, Buddha’s ten principal disciples, and 500 arhats, the perfected disciples of the Buddha.
During the Japanese invasions of 1592-1598, all buildings in this temple were burned down. In 1609, the temple was reconstructed, and this hall was rebuilt at that time. The temple was destroyed by fire again during the Korean War (1950-1953), and this hall was the only one that survived.
The clay statues of the Buddha’s principal disciples and arhats were made and enshrined in this hall in 1443. In the center, Sakyamuni is sitting on a lotus pedestal, and two of the Buddha’s principal disciples, namely Maha Kasyapa and Ananda, are standing on each side of the Buddha.

## 같이 보기
- 증심사

## 참고 자료
- 증심사오백전 - 국가유산청 국가유산포털